# S3-as busz (Budapest)
A budapesti S3-as (gyors S3-as) jelzésű autóbusz Újpalota, Felszabadulás útja és a Szabadság strandfürdő között közlekedett 1982 nyarán. A vonalat a Budapesti Közlekedési Vállalat üzemeltette.

## Története
1982. május 29-én kísérleti jelleggel strandjáratokat indított a BKV, S1-es jelzéssel Csepel, Tanácsház tér és a Csepeli strandfürdő, S2-es jelzéssel Kőbánya-Kispest, MÁV-állomás és a Csepeli strandfürdő, S3-as jelzéssel Újpalota, Felszabadulás útja és a Szabadság strandfürdő, illetve S4-es jelzéssel a Batthyány tér és Pünkösdfürdő között. 1982. szeptember 5-én jártak utoljára, a következő évben már nem indították el egyiket sem kihasználatlanság miatt. A járatokon a bérlet nem volt érvényes, az S1-es buszra 1,5, a többire 3 forintért külön jegyet kellett váltani. Csak szombaton és vasárnap közlekedtek.

## Útvonala
| Szabadság strandfürdő felé | Újpalota, Felszabadulás útja felé |
| --- | --- |
| Újpalota, Felszabadulás útja vá. – Erdőkerülő utca – Zsókavár utca – Hevesi Gyula út – Páskomliget utca – Bánkút utca – Felszabadulás útja – Szőcs Áron utca – Hubay Jenő tér – felüljáró – Árpád út – Rózsa utca – Tél utca – Pozsonyi utca – aluljáró – Béke utca – Fáy utca – Vágó Béla utca – Frangepán utca – Dagály utca – Népfürdő utca – Szabadság strandfürdő vá. | Szabadság strandfürdő vá. – Népfürdő utca – Vizafogó utca – Váci út – Gyöngyösi utca – Béke utca – aluljáró – Pozsonyi utca – Tél utca – Rózsa utca – Árpád út – felüljáró – Hubay Jenő tér – Szőcs Áron utca – Felszabadulás útja – Bánkút utca – Páskomliget utca – Hevesi Gyula út – Zsókavár utca – Erdőkerülő utca – Újpalota, Felszabadulás útja vá. |

## Megállóhelyei
| 0 | Újpalota, Felszabadulás útja végállomás         | 9 | 96, 96, 130               |
| 1 | Erdőkerülő utca 28. (↓) Erdőkerülő utca 27. (↑) | 8 | 96, 96, 130               |
| 2 | Zsókavár utca                                   | 7 | 96, 96, 130               |
| 3 | Hevesi Gyula út                                 | 6 | 73, 73E, 96, 96, 130, 132 |
| 4 | Páskom-liget utca                               | 5 | 73, 96, 96, 130, 132      |
| 5 | Sárfű utca                                      | 4 | 96, 96, 130               |
| 6 | Bánkút utca                                     | 3 | 96, 96, 130               |
| 7 | Ősz utca                                        | 2 | 120                       |
| 8 | Erzsébet utca                                   | 1 | 120, 121                  |
| 9 | Szabadság strandfürdő végállomás                | 0 |                           |